# Estonie aux Jeux olympiques d'été de 2000
L'Estonie a participé aux Jeux olympiques d'été pour la huitième fois aux Jeux olympiques d'été de 2000 à Sydney y remportant 3 médailles (1 en or et 2 en bronze), se situant à la quarante-septième place des nations au tableau des médailles.

## Liste des médaillés estoniens

### Médaille d'or
| Sport              | Discipline | Sportifs  | Performance |
| Médailles d'or : 1 |            |           |             |
| Athlétisme         | Décathlon  | Erki Nool | 8 641       |

### Médailles de bronze
| Sport                   | Discipline     | Sportifs         | Performance |
| Médailles de bronze : 2 |                |                  |             |
| Judo                    | Moins de 81 kg | Aleksei Budõlin  |             |
| Judo                    | Plus de 100 kg | Indrek Pertelson |             |

## Athlétisme

### Hommes
Courses
| Athlète        | Épreuve  | Finale          | Finale |
| Athlète        | Épreuve  | Performance     | Rang   |
| -------------- | -------- | --------------- | ------ |
| Pavel Loskutov | Marathon | 2 h 19 min 41 s | 35e    |

Concours
| Athlète            | Épreuve           | Qualifications | Qualifications | Finale      | Finale |
| Athlète            | Épreuve           | Performance    | Rang           | Performance | Rang   |
| ------------------ | ----------------- | -------------- | -------------- | ----------- | ------ |
| Andrus Värnik      | Lancer du javelot | 81,34 m        | 15e            | -           | -      |
| Aleksander Tammert | Lancer du disque  | 63,52 m        | 9e             | 63,25 m     | 9e     |

Combiné Décathlon
| Athlète        | Épreuve  | 100 m   | Long.  | Poids   | Haut.  | 400 m   | 110H    | Disque  | Perche | Javelot | 1500 m        | Total | Rang |
| -------------- | -------- | ------- | ------ | ------- | ------ | ------- | ------- | ------- | ------ | ------- | ------------- | ----- | ---- |
| Erki Nool      | Résultat | 10 s 68 | 7,76 m | 15,11 m | 2,00 m | 46 s 71 | 14 s 48 | 43,66 m | 5,00 m | 65,82 m | 4 min 29 s 48 | 8 641 | 1er  |
| Erki Nool      | Points   |         |        |         |        |         |         |         |        |         |               | 8 641 | 1er  |
| Indrek Kaseorg | Résultat | 11 s 31 | 7,22 m | 13,26 m | 1,97 m | 50 s 03 | 14 s 57 | 41,98 m | 4,80 m | 66,54 m | 4 min 35 s 64 | 7 932 | 17e  |
| Indrek Kaseorg | Points   |         |        |         |        |         |         |         |        |         |               | 7 932 | 17e  |

## Aviron
Hommes
| Athlète                   | Épreuve        | Qualifications | Qualifications | Repêchages    | Repêchages | Demi-finale          | Demi-finale | Finale A      | Finale A | Finale B      | Finale B |
| Athlète                   | Épreuve        | Temps          | Rang           | Temps         | Rang       | Temps                | Rang        | Temps         | Rang     | Temps         | Rang     |
| ------------------------- | -------------- | -------------- | -------------- | ------------- | ---------- | -------------------- | ----------- | ------------- | -------- | ------------- | -------- |
| Jüri Jaanson              | Skiff          | 7 min 6 s 58   | 3e             | 7 min 5 s 16  | 1er        | 7 min 6 s 70 7:06.70 | 3e          | 6 min 59 s 15 | 6e       | NC            | NC       |
| Leonid Gulov Andrei Šilin | Deux de couple | 6 min 41 s 74  | 4e             | 6 min 35 s 09 | 3e         | 6 min 38 s 75        | 5e          | NC            | NC       | 6 min 35 s 30 | 3e       |

## Canoë-kayak

### Course en ligne
Hommes
| Athlète    | Épreuve                     | Séries         | Séries | Demi-finale    | Demi-finale | Finale      | Finale |
| Athlète    | Épreuve                     | Performance    | Rang   | Performance    | Rang        | Performance | Rang   |
| ---------- | --------------------------- | -------------- | ------ | -------------- | ----------- | ----------- | ------ |
| Hain Helde | 500 mètres kayak monoplace  | 1 min 42 s 772 | 17e    | 1 min 45 s 91  | 9e          | -           | -      |
| Hain Helde | 1000 mètres kayak monoplace | 3 min 40 s 407 | 19e    | 3 min 43 s 499 | 7e          | -           | -      |

## Cyclisme

### Cyclisme sur route
Hommes
| Athlète       | Compétition      | Temps           | Rang |
| ------------- | ---------------- | --------------- | ---- |
| Janek Tombak  | Course en ligne  | DNF             | -    |
| Erki Pütsep   | Course en ligne  | 5 h 30 min 46 s | 55e  |
| Lauri Aus     | Course en ligne  | DNF             | -    |
| Jaan Kirsipuu | Course en ligne  | 5 h 30 min 46 s | 18e  |
| Innar Mändoja | Course en ligne  | DNF             | -    |
| Lauri Aus     | Contre-la-montre | 1 h 2 min 16 s  | 32e  |

## Escrime
Hommes
| Athlète        | Épreuve           | Qualification                  | 1/16e de finale               | 1/8e de finale      | Quarts de finale    | Demi-finale         | Finale              | Finale |
| Athlète        | Épreuve           | Adversaire Résultat            | Adversaire Résultat           | Adversaire Résultat | Adversaire Résultat | Adversaire Résultat | Adversaire Résultat | Rang   |
| -------------- | ----------------- | ------------------------------ | ----------------------------- | ------------------- | ------------------- | ------------------- | ------------------- | ------ |
| Kaido Kaaberma | Épée individuelle | exempt                         | Battu par Rivas (COL) 13-15   | -                   | -                   | -                   | -                   | 17e    |
| Meelis Loit    | Épée individuelle | Bat Wang (CHN) 15-7            | Battu par Kolobkov (RUS) 9-15 | -                   | -                   | -                   | -                   | 30e    |
| Andrus Kajak   | Épée individuelle | Battu par Poddubny (KGZ) 13-15 | -                             | -                   | -                   | -                   | -                   | 33e    |

Hommes
| Athlète                                                    | Épreuve          | Quarts de finale                                     | Match de classement 9-11 | Match pour la 9e place                                | Demi-finale         | Finale              | Finale | Finale |
| Athlète                                                    | Épreuve          | Adversaire Résultat                                  | Adversaire Résultat      | Adversaire Résultat                                   | Adversaire Résultat | Adversaire Résultat | Rang   |        |
| ---------------------------------------------------------- | ---------------- | ---------------------------------------------------- | ------------------------ | ----------------------------------------------------- | ------------------- | ------------------- | ------ | ------ |
| Kaido Kaaberma Meelis Loit Andrus Kajak Nikolai Novosjolov | Épée par équipes | Battu par Hongrie (HUN) (Fekete,Kovács, Marsi) 42-45 | exempt                   | Battu par Autriche (AUT) (Kayser,Marik, Switak) 45-44 | -                   | -                   | 9e     |        |

## Judo
| Athlète          | Compétition           | 1/16e de finale                     | 1/8e de finale                 | Quarts de finale                | Demi-finale                    | Repêchage 1            | Repêchage 2               | Médaille de bronze           | Finale              | Finale |
| Athlète          | Compétition           | Adversaire Résultat                 | Adversaire Résultat            | Adversaire Résultat             | Adversaire Résultat            | Adversaire Résultat    | Adversaire Résultat       | Adversaire Résultat          | Adversaire Résultat | Rang   |
| ---------------- | --------------------- | ----------------------------------- | ------------------------------ | ------------------------------- | ------------------------------ | ---------------------- | ------------------------- | ---------------------------- | ------------------- | ------ |
| Aleksei Budõlin  | Moins de 81 kg hommes | Bat Aschwanden (SUI) ippon          | Bat Tölgyesi (HUN) yusei-gashi | Battu par Cho (KOR) yusei-gashi | NC                             | Bat Wanner (GER) ippon | Bat Sarikhani (IRI) ippon | Bat Bouras (FRA) yusei-gashi | NC                  | 3e     |
| Indrek Pertelson | Plus de 100 kg hommes | Bat Nguema Ndong (GAB) hansoku-make | Bat Pérez (ESP) ippon          | Bat Hernandes (BRA) ippon       | Battu par Douillet (FRA) ippon | NC                     | NC                        | Bat Sharapov (BLR) ippon     | NC                  | 3e     |

## Lutte
| Athlète        | Compétition     | Phase de poule                    | Phase de poule              | Phase de poule | Quarts de finale         | Demi-finale               | Médaille de bronze            | Finale           | Finale |
| Athlète        | Compétition     | Adversaire Score                  | Adversaire Score            | Rang           | Adversaire Score         | Adversaire Score          | Adversaire Score              | Adversaire Score | Rang   |
| -------------- | --------------- | --------------------------------- | --------------------------- | -------------- | ------------------------ | ------------------------- | ----------------------------- | ---------------- | ------ |
| Valeri Nikitin | Moins de 69 kg  | Bat Yalouz (FRA) 4-0 TO           | Bat Hirbik (HUN) 3-1 PP     | 1er            | Bat Duguchiyev (AZE) 4-1 | Battu par Ascuy (CUB) 0-6 | Battu par Glouchkov (RUS) 0-5 | NC               | 4e     |
| Toomas Proovel | Moins de 85 kg  | Battu par Vahtangadz (GEO) 1-3 PP | Bat Sanatbajev (KGZ) 3-1 PP | 2e             | -                        | -                         | -                             | -                | 9e     |
| Helger Hallik  | Moins de 130 kg | Battu par Milian (CUB) 0-3 PO     | Battu par Zhao (CHN) 1-3 PP | 3e             | -                        | -                         | -                             | -                | 16e    |

## Natation
Hommes
| Athlète      | Épreuve          | Série         | Série | Demi-finale | Demi-finale | Finale | Finale |
| Athlète      | Épreuve          | Temps         | Rang  | Temps       | Rang        | Temps  | Rang   |
| ------------ | ---------------- | ------------- | ----- | ----------- | ----------- | ------ | ------ |
| Indrek Sei   | 50 m nage libre  | 23 s 11       | 29e   | -           | -           | -      | -      |
| Indrek Sei   | 100 m nage libre | 52 s 09       | 43e   | -           | -           | -      | -      |
| Raiko Pachel | 100 m dos        | 1 min 3 s 99  | 32e   | -           | -           | -      | -      |
| Raiko Pachel | 100 m dos        | 2 min 19 s 71 | 33e   | -           | -           | -      | -      |

Femmes
| Athlète         | Épreuve          | Série        | Série | Demi-finale | Demi-finale | Finale | Finale |
| Athlète         | Épreuve          | Temps        | Rang  | Temps       | Rang        | Temps  | Rang   |
| --------------- | ---------------- | ------------ | ----- | ----------- | ----------- | ------ | ------ |
| Jana Kolukanova | 50 m nage libre  | 25 s 96 RN   | 15e   | 26 s 93     | 8e          | -      | -      |
| Elina Partõka   | 100 m nage libre | 57 s 71 RN   | 29e   | -           | -           | -      | -      |
| Elina Partõka   | 200 m nage libre | 2 min 5 s 90 | 33e   | -           | -           | -      | -      |

## Pentathlon moderne
Hommes
| Athlète        | Épreuve  | Tir  | Escrime | Natation | Equitation | Cross-Country | Total | Rang |
| -------------- | -------- | ---- | ------- | -------- | ---------- | ------------- | ----- | ---- |
| Imre Tiidemann | Résultat |      |         |          |            |               | 5080  | 14e  |
| Imre Tiidemann | Points   | 1084 | 720     | 1120     | 1010       | 1146          | 5080  | 14e  |

## Voile
Hommes
| Athlète                     | Epreuve | Course | Course | Course | Course | Course | Course | Course | Course | Course | Course | Course | Points net | Rang |
| Athlète                     | Epreuve | 1      | 2      | 3      | 4      | 5      | 6      | 7      | 8      | 9      | 10     | 11     | Points net | Rang |
| --------------------------- | ------- | ------ | ------ | ------ | ------ | ------ | ------ | ------ | ------ | ------ | ------ | ------ | ---------- | ---- |
| Imre Taveter                | Finn    | 22     | 22     | 19     | 17     | 23     | 22     | 26 DNF | 23     | 9      | 21     | 17     | 172        | 22e  |
| Peter Šaraškin              | Laser   | 25     | 29     | 6      | 30     | 28     | 32     | 27     | 32     | 44 OCS | 21     | 12     | 210        | 29e  |
| Tõnu Tõniste Toomas Tõniste | 470     | 7      | 14     | 29     | 17     | 30 OCS | 25     | 16     | 14     | 21     | 25     | 18     | 157        | 22e  |

## Tir
| Athlète       | Épreuve      | Qualifications | Qualifications | Finale      | Finale |
| Athlète       | Épreuve      | Performance    | Rang           | Performance | Rang   |
| ------------- | ------------ | -------------- | -------------- | ----------- | ------ |
| Andrei Inešin | Skeet hommes | 120            | 19e-22e        | -           | -      |